# When knights were bold
When knights were bold is een toneelstuk van de Britse schrijfster Harriet Jay. Harriet Jay schreef deze komedie in drie akten onder de schuilnaam Charles Marlowe. Het werk werd in 1896 geschreven onder de titel Good old times, waarschijnlijk samen met Robert Williams Buchanan. Zowel de oorspronkelijke titel als de naam van de tweede auteur verdween langzaam uit beeld.

## Toneelstuk
De verhaallijn van de hoofdpersoon gaat over de Britse legerofficier Guy De Vere, die terugkomt van de strijd in India. Hij komt terecht in het dorp Little Twittering (beetje nerveus) waar hij te maken krijgt met allerlei vreemd volk. Een andere rol is weggelegd voor Rowena Eggington, zijn nicht, die verliefd op hem wordt. 
Het toneelstuk ging in première op 17 september 1906 in het Theatre Royal te Nottingham. Op 27 maart 1915 was het stuk in Nederland te zien onder de naam De gulden riddertijd door de Koninklijke Vereeniging Het Nederlandsch Tooneel in Amsterdam.
In 1916 werd het voor het eerste verfilmd door Maurice Elvey, in 1929 maakte Tim Whelan een remake. Beide films waren zonder geluid. In 1936 volgde een versie van Jack Raymond met Jack Buchanan in de hoofdrol.
When knights were bold is soms de aanduiding van de roman When knighthood was in flower van Charles Major.    

## Muziek
Vanaf 28 januari 1923 was het stuk onder de titel Blandt bolde riddere te zien in het Nationaltheatret te Oslo. In een dertigtal voorstellingen kon het Noorse publiek de opvoeringen zien. Deze opvoeringen werden door huiscomponist en -dirigent Johan Halvorsen voorzien van muziek. Hij koos daarbij voor werk van derden:
- Franz von Suppé: Een ouverture (onbekend welke)
- Hermann Friedrich Herckling: Gamle danse (oude dans)
- Charles Lecocq: Entr’act-muziek.

Halvorsen schreef zelf ook nog enige muziek. Het bestond uit een aantal blaadjes muziek waaronder een narrenlied. Verder dan een manuscript kwam het niet.